# Jerry Seinfeld
Jerome Allen Seinfeld (IPA: ˈsaɪnfɛld; Brooklyn, 1954. április 29.) Golden Globe- és Primetime Emmy-díjas amerikai stand-upos, színész, író, producer. Leginkább a Seinfeld című vígjátéksorozat révén ismert, amelyben önmaga fiktív változatát alakítja. A sorozat egyik készítője Larry Daviddel együtt, illetve íróként is tevékenykedik. A műsor 1989-től 1998-ig futott az NBC műsorán. 2004-ben a Comedy Central a tizenkettedik legjobb stand-uposnak nevezte.
A Mézengúz című animációs film producere, egyik írója és főszereplője (szinkronhang). A filmet 2010-ben Golden Globe-díjra jelölték. Ő készítette továbbá a The Marriage Ref című valóságshow-t és a Comedians in Cars Getting Coffee című websorozatot. Felesége Jessica Seinfeld, akivel három gyereke van.

## Élete
Brooklynban született. Apja, Kálmán Seinfeld (1918–1985) magyar-zsidó származású volt,. Anyja, Betty (születési nevén Hosni; 1915-2014), és szülei, Selim és Salha Hosni szíriai menekültek voltak. Van egy nővére, Carolyn. Unokatestvére Evan Seinfeld zenész.
Massapequában nőtt fel, és a Massapequa High School tanulója volt. Tanulmányait a State University of New York at Oswego-n és a Queens College-en folytatta, ahol médiából és színházművészetből diplomázott.

## Hatásai
Seinfeld szerint a "stand-up comedy Mount Rushmore-ján négy fej van: Richard Pryor, George Carlin, Bill Cosby és Don Rickles." További hatásainak Jean Shepherdöt, a Mad Magazine-t, Jonathan Winters-t, Jerry Lewist, Robert Klein-t, és az Abbott és Costello párost tette meg.
A Jerry Before Seinfeld című önálló estjén megmutatta, milyen albumai vannak. Néhány példa:
- Lenny Bruce – Thank You Masked Man (1972)
- George Carlin – Class Clown (1972)
- Steve Martin – Let's Get Small (1977)
- Bob Newhart – The Button-Down Mind of Bob Newhart (1960)
- Mike Nichols és Elaine May – Improvisations to Music (1958)
- Mel Brooks és Carl Reiner – 2000 and One Years with Carl Reiner and Mel Brooks (1961)

Olyan humoristák jelölték meg hatásaiknak Seinfeldet, mint John Mulaney, Jim Gaffigan, Judd Apatow, Ellen DeGeneres és Issa Rae.

## Magánélete
A New York Mets szurkolója.
Az NBC News 2014-es interjújában olyan megállapításokat tett, melyek alapján azt hitte, hogy autizmus spektrumzavarral rendelkezik. Ez a megállapítása miatt kritikákat kapott, ezután tisztázta, hogy nem autista.
Korábban Carol Leiferrel állt párkapcsolatban. Leifer szintén humorista volt, és a Seinfeld egyik szereplője, Elaine Benes karakterét is ő inspirálta.
39 éves korában Shoshanna Lonsteinnel kezdett járni. Lonstein akkor 18 éves volt. 1993-tól 1997-ig voltak együtt.
1998-ban ismerkedett meg Jessica Sklarral, a Tommy Hilfiger egyik marketingesével. 1999. december 25.-én házasodtak össze. Az esküvő után Jerry és Jessica Seinfeld megvásárolták Billy Joel amagansetti (Long Island) házát 32 millió dollárért. Két lányuk és egy fiuk van.
Lelkes autógyűjtő; körülbelül 150 autója van.

## Diszkográfia
- Stand-Up Confidential (1987)
- Jerry Seinfeld on Broadway: 
 I'm Telling You for the Last Time (1998-99)
- Jerry Before Seinfeld (streaming, 2017)
- 23 Hours to Kill (streaming, 2020)